# Antiferromagnetism

Antiferromagnetisk ordning

Antiferromagnetism är en typ av magnetism som uppvisas av vissa material. Det kännetecknas av att det finns (minst) två antiparallella ferromagnetiska substrukturer med magnetiska moment av samma magntitud, vilket gör att inget makroskopiskt nettomoment kan påvisas i materialet. Detta i motsats till ferrimagnetism där substrukturerna har olika magnetiska moment och därför inte tar ut varandra helt.
Det finns - i analogi till ferromagnetism - en maximal temperatur (kallad Néel-temperatur) under vilken antiferromagnetisk ordning kan uppstå i dessa material.